# Maria Annunziata (arcyksiężniczka austriacka)
Maria Annunziata Habsburg-Lotaryńska, właśc. Maria Annunziata Adelheid Theresia Michaela Karoline Luise Pia Ignatia (ur. 31 lipca 1876 w Reichenau an der Rax, zm. 18 maja 1961 w Vaduz), arcyksiężniczka austriacka.
Była córką arcyksięcia Karola Ludwika (brata cesarza Franciszka Józefa I) i jego trzeciej żony Marii Teresy Braganzy (infantki portugalskiej, córki króla Michała I). Nazywana w rodzinie "Miana", otrzymała imię po drugiej żonie ojca (Marii Annunziacie Burbon, księżniczce Neapolu i Sycylii). Jej braćmi byli Franciszek Ferdynand (zamordowany w Sarajewie następca tronu Austro-Węgier) i Otto Franz Joseph (ojciec cesarza Karola I).
W latach 1894–1918 przysługiwał jej tytuł księżniczki-opatki w Pradze (związany z opactwem na Hradczanach). Na dworze wiedeńskim odgrywała rolę "pierwszej damy" po śmierci stryjenki Elżbiety (Sisi, 1898).
Ostatnie lata życia spędziła w Liechtensteinie, gdzie księżną była jej młodsza siostra Elżbieta Amalia. Zmarła jako panna.
Odznaczenia do 1917:
- Krzyż Wielki Orderu Elżbiety (Austro-Węgry)
- Order Krzyża Gwiaździstego (Austro-Węgry)
- Krzyż Wielki Orderu Maltańskiego z wyróżnieniem za Jerozolimę (SMOM)
- Order Królowej Marii Luizy (Hiszpania)
- Order Świętej Elżbiety (Bawaria)